# Takeshi Morishima
Takeshi Morishima (森嶋 猛 Morishima Takeshi?) (15 de diciembre de 1978) es un luchador profesional japonés, famoso por su trabajo en Pro Wrestling NOAH, donde se halla actualmente.
Es cuatro veces campeón mundial al ser una vez Campeón Mundial de ROH y tres veces Campeón Peso Pesado de la GHC.

## Carrera

### All Japan Pro Wrestling (1998-2000)
Morishima debutó en All Japan Pro Wrestling en abril de 1998, siendo derrotado por Kentaro Shiga. Debido a ello, Takeshi entró en un feudo con él, enfrentándose también con Giant Kimala durante el resto del año.

## En lucha
- Movimientos finales
  - Amaze Impact[2][3] (Reverse chokeslam)
  - High-angle belly to back suplex[1][2][3]
  - Running lariat[1][2][3]

- Movimientos de firma
  - Belly to back suplex[3]
  - Bridging German suplex
  - Cartwheel corner clothesline
  - Cobra clutch backbreaker[3]
  - Diving moonsault
  - Falling powerbomb
  - Lou Thesz press
  - Missile dropkick[3]
  - Múltiples forearm clubs[3]
  - Plancha[3]
  - Running arched big boot
  - Running hip attack a un oponente arrinconado
  - Seated senton
  - Spinning side slam[1][3]
  - Stiff elbow smash[3]
  - Superkick
  - Ura-nage

- Mánagers
  - Tony Atlas

- Apodos
  - "The Japanese Monster"[2]
  - "The Reincarnation of Jumbo"[2]

## Campeonatos y logros
- 3 Count Wrestling
  - 3CW Heavyweight Championship (1 vez)

- Asistencia Asesoría y Administración
  - Campeonato Mundial en Parejas de AAA (1 vez) - con Taiji Ishimori

- Pro Wrestling NOAH
  - GHC Heavyweight Championship (3 veces)
  - GHC Tag Team Championship (4 veces) - con Takeshi Rikio (1), Kensuke Sasaki (1) y Mohammed Yone (2)
  - Global League Tournament (2011)
  - One Day Heavyweight Six Man Tag Team Tournament (2008) - con Mitsuharu Misawa & Mohammed Yone

- Ring of Honor
  - ROH World Championship (1 vez)

- World League Wrestling
  - WLW Heavyweight Championship (2 veces)

- Pro Wrestling Illustrated
  - Situado en el Nº10 de los PWI 500 de 2007[4]

- Wrestling Observer Newsletter
  - Mejor brawler (2007)
  - Combate del año (2007) contra Bryan Danielson el 25 de agosto
  - Luchador que más ha mejorado (2006)

- Tokyo Sports Gran Prix
  - Espíritu de lucha (2007)